# Metoda porównawcza (językoznawstwo)
Celem metody porównawczej jest ustalenie pokrewieństwa między różnymi językami i sformułowanie spójnej hipotezy na temat szczegółów tego pokrewieństwa poprzez rekonstrukcję:
- języka będącego ich wspólnym przodkiem (prajęzykiem),
- wiarygodnej sekwencji regularnych zmian językowych, za pomocą których można wyprowadzić każdy z porównywanych języków z hipotetycznego wspólnego prajęzyka.

Najważniejsze kroki w zastosowaniu metody porównawczej:
- Języki mogą być spokrewnione, jeśli w ich słownictwie zauważalne są regularne odpowiedniości, czyli systematycznie powtarzające się regularne relacje między strukturą fonetyczną wyrazów o podobnym znaczeniu (porównanie zwykle rozpoczynamy od pewnych charakterystycznych działów słownictwa—terminów pokrewieństwa, liczebników, nazw części ciała itp.). Pojęcie regularnej odpowiedniości jest bardzo istotne: czysto powierzchowne podobieństwo, jak np. między ang. day a łac. dies (oba wyrazy oznaczają 'dzień') nie ma samo w sobie żadnej wartości dowodowej. Początkowe d- w angielskim nie odpowiada regularnie łacińskiemu d-, a pojawiające się tu i ówdzie sporadyczne zbieżności są skutkiem albo czystego przypadku (jak w powyższym przykładzie), albo zapożyczenia: np. podobieństwo łac. diabolus do ang. devil i pol. diabeł wynika z faktu, że wyrazy te zapożyczone są w ostatecznym rachunku z jednego źródła (z gr. diabolos).

Istnieje jednak regularna odpowiedniość między łacińskim d- a angielskim t-:
decem | ten 'dziesięć'
duo | two 'dwa'
duco | tow 'ciągnąć'
(starołacińskie) dingua | tongue 'język'
Głębsza analiza dowodzi, że odpowiedniość ta jest regularna i że powtarza się w wielu wyrazach należących do starej, odziedziczonej warstwy słownictwa obu języków. Stanowi ona ponadto część bardziej ogólnej relacji między głoskami obu języków (zob. prawo Grimma).
Łacina i angielski wykazują także bardziej oczywiste odpowiedniości:
mater | mother 'matka'
ment- | mind 'umysł'
mus | mouse 'mysz'
Dowodzą one, że łacińskie m- odpowiada angielskiemu m-. Jednakże wagę dowodową ma tutaj jedynie regularność i powtarzalność relacji, a nie identyczność brzmienia głosek.
- Prawdziwie regularną odpowiedniość trudno przypisać przypadkowej zbieżności. O ile potrafimy wykluczyć wyjaśnienia alternatywne (zwłaszcza zapożyczenia na dużą skalę), najbardziej prawdopodobnym wyjaśnieniem odpowiedniości jest wywodzenie się rozważanych wyrazów ze wspólnego źródła prajęzykowego. Jeżeli pomiędzy badanymi językami zachodzi duża liczba relacji tego rodzaju (im więcej, tym lepiej), i jeśli układają się one w logicznie spójny wzór, taki jaki mógłby zostać utworzony przez zachodzące kolejno w historii każdego z języków regularne zmiany dźwiękowe, wspólne pochodzenie można uznać za pewnik.
- Na podstawie regularnych odpowiedniości można przystąpić do szczegółowej rekonstrukcji historycznej, obejmującej także próbę odtworzenia pewnych cech wspólnego przodka rozważanych języków. Pomijając szczegółowe rozważania, powiemy tylko, że łacińskie d i angielskie t wywodzi się z pierwotnego *d w rekonstruowanym języku praindoeuropejskim (gwiazdka oznacza, że dany element języka jest zrekonstruowany pośrednio, a nie udokumentowany wprost; zob. także języki indoeuropejskie). Próbujemy także zrekonstruować dawne zmiany dźwiękowe i etapy pośrednie między formami prajęzykowymi a współczesnymi lub historycznie udokumentowanymi. Na przykład następujące zmiany pokazują, jak ewoluował liczebnik oznaczający 'dziesięć' w kilku różnych językach indoeuropejskich (pie. = 'praindoeuropejskie', zapis "A > B" oznacza 'A zmieniło się w B' lub 'B powstało z A'):

pie. *dek^m > pragerm. *texun > staroang. teon (wyraz udokumentowany, który dał początek dzisiejszemu ten)
pie. *dek^m > praital. *dekem > łac. decem (c wymawiano zawsze [k] w łacinie klasycznej)
pie. *dek^m > proto-bałto-słowiań. *deCim- > prasłowiań. *desę-ti > pol. dziesięć (końcówka *-ti została dołączona do liczebników 5-10 w języku prasłowiańskim)
pie. *dek^m > gr. deka
pie. *dek^m > indoirań. *daCa > staroind. daśa
Każdy krok powinien być dokładnie umotywowany: np. pie. *k^ > pragerm. *x (głoska wymawiana jak polskie ch) jest przykładem tej samej odpowiedniości, jaką widać między łacińskim cord- a pragerm. *xert- 'serce' (angielskie heart, niemieckie Herz). Osłabienie i zanik *x między samogłoskami w historii języka angielskiego to także zmiany regularne, poparte wieloma przykładami.
To samo *k^, rekonstruowane jako zmiękczone /k/, rozwinęło się regularnie w głoski palatalne zwartoszczelinowe lub szczelinowe (oznaczone tu umownie jako *C) w niektórych grupach języków indoeuropejskich, dając ostatecznie np. słowiańskie /s/ i staroindyjskie /ś/. Końcowe *-m po spółgłosce było w praindoeuropejskim sylabiczne (jak w angielskim rhythm). W takiej pozycji ewoluowało ono regularnie w greckie i indoirańskie /a/, podczas gdy w formach italskich, germańskich i bałtosłowiańskich sylabiczność spółgłoski nosowej zastępowano (również regularnie) wstawieniem przed nią samogłoski.
Regularne zmiany dźwiękowe następujące po sobie w tym samym języku często "zasilają" jedna drugą: zmiana starsza tworzy kontekst, w którym zachodzi zmiana nowsza. Tego typu zależności pozwalają na stosunkowo szczegółową rekonstrukcję względnej chronologii zmian, choć na ogół nie potrafimy ich datować w sposób absolutny, o ile nie pozwala na to dokumentacja historyczna (na przykład teksty, w których zmiana jest widoczna po raz pierwszy)
- Odtworzenie głosek prajęzyka i ich historycznych przekształceń w językach potomnych pozwala nam na bardziej rozbudowaną rekonstrukcję: możemy teraz porównywać morfemy gramatyczne (przyrostki słowotwórcze, końcówki fleksyjne), schematy deklinacji i koniugacji itd. Rekonstrukcja nieudokumentowanego prajęzyka nigdy nie może być kompletna (np. jego składni nie można zrekonstruować z dokładnością choćby zbliżoną do tej, z jaką rekonstruujemy cechy fonologiczne lub morfologiczne, a wszystkie elementy struktury języka ulegają z czasem nieodwracalnemu zatarciu w skali wielu tysięcy lat), niemniej jednak udana rekonstrukcja częściowa jest niezbędnym testem pozwalającym udowodnić rzeczywiste pokrewieństwo języków.